# 任真美好
任真美好有限公司（英語：THE BEAUTY OF REN LIMITED），於2018年9月20日成立，由藝人任家萱創立，並由其父親任明廷出任負責人。營運項目主要為任家萱的演藝經紀活動。
在中華民國經濟部所登記的營業項目包括圖書出版、有聲出版、電影、電視、藝文、演藝等，另外還有投資顧問、管理顧問、資訊軟體服務等。

## 旗下藝人

### 女藝人
| 任家萱（Selina） |

## 作品

### 單曲
- 心如止水（翻唱網路紅曲）
- 四季

### EP
2021.12.17 往美的路我要自己作主 My Own Beauty（數位發行）
- 往美的路我要自己作主 My Own Beauty
- 居里夫人Joyful Loneliness
- 你我他We Are all The Same

### 實體專輯
2022.04.29 往美的路我要自己作主 My Own Beauty（實體發行）
- 往美的路我要自己作主
- 居里夫人
- 你我他
- 四季
- 心如止水
- 黑夜中相擁–序曲
- 黑夜中相擁
- 黑夜中相擁–演奏版

### 電影
- 頭七

## 外部連結
- 任真美好在互联网电影资料库（IMDb）上的資料（英文）
- 任真美好在香港影庫上的簡介
- 任真美好在豆瓣上的资料（简体中文）
- 任真美好在时光网上的簡介（简体中文）
- 任家萱 Selina的Facebook專頁（繁體中文）
- 任家萱 Selina的新浪微博（繁體中文）
- 任家萱 Selina的Instagram帳戶（繁體中文）
- YouTube上的任家萱Selina官方專屬頻道（繁體中文）
- 任家萱工作室的新浪微博（繁體中文）
- 台灣公司資料 （页面存档备份，存于）